# Сан Мигел (округ Сан Луис Обиспо, Калифорнија)
Сан Мигел (енгл. San Miguel, San Luis Obispo County) насељено је место без административног статуса у америчкој савезној држави Калифорнија.

## Демографија
По попису из 2010. године број становника је 2.336, што је 909 (63,7%) становника више него 2000. године.
| Група             | 2000.       | 2010.         |
| Белци             | 828 (58,0%) | 1.002 (42,9%) |
| Афроамериканци    | 21 (1,5%)   | 65 (2,8%)     |
| Азијати           | 6 (0,4%)    | 19 (0,8%)     |
| Хиспаноамериканци | 466 (32,7%) | 1.196 (51,2%) |
| Укупно            | 1.427       | 2.336         |